# Social Suicide
Social Suicide is een nummer van de Amerikaanse band Bad Religion. Het is het derde nummer van het dertiende album van de band. Het is net als de meeste nummers van de band geschreven door vocalist Greg Graffin. Met 1:35 is het het op een na kortste liedje van het album, op Overture na. Het is wel het kortste nummer met zang erbij.

## Albums
Behalve op het oorspronkelijke album The Empire Strikes First is het nummer (nog) niet te vinden op een later compilatie- of livealbum van de band. Wel is het de beluisteren op de dvd Live at the Palladium.

## Samenstelling
- Greg Graffin - Zanger
- Brett Gurewitz - Gitaar
- Brian Baker - Gitaar
- Greg Hetson - Gitaar
- Jay Bentley - Basgitaar
- Brooks Wackerman - Drums

## Trivia
- Het nummer is te vinden als achtergrondmuziek in het spel Tony Hawk's Project 8.